# Herminia fumosa
Herminia fumosa là một loài bướm đêm trong họ Noctuidae.